# Johannes Pfuhl

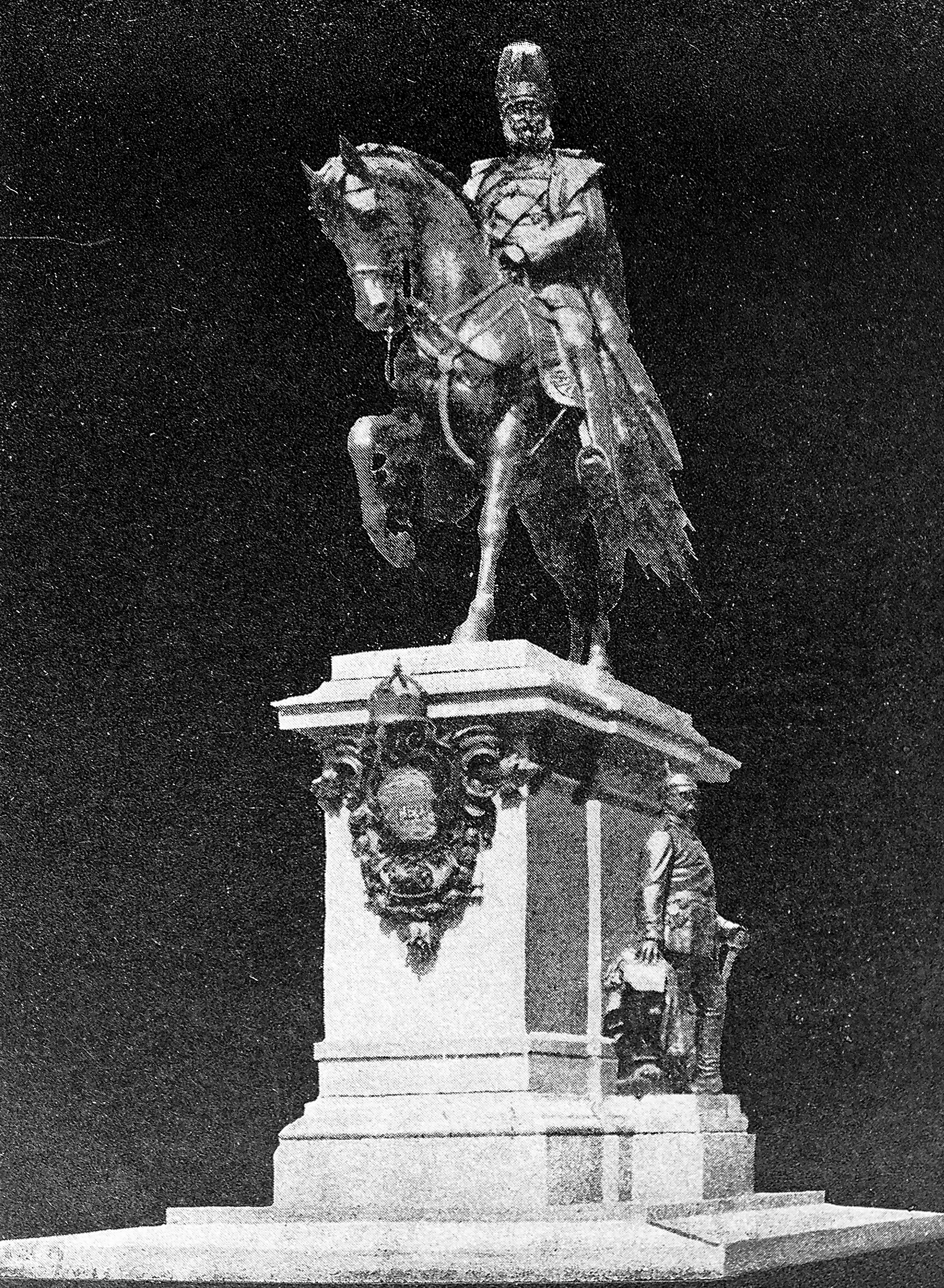
Ryttarmonumentet över kejsar Vilhelm I.

Johannes Pfuhl, född den 20 februari 1846 i Löwenberg i Schlesien, död den 3 maj 1914 i Baden-Baden, var en tysk skulptör. Han var far till Ernst Pfuhl.
Pfuhl utbildade sig 1861-65 vid Preussiska konstakademien i Berlin för Hermann Schievelbein. Bland hans arbeten märks en staty över Stein i Nassau 1872, greve Eberhard zu Stolberg-Wernigerodes staty i Landshut 1879 samt ett ryttarmonument över kejsar Vilhelm I, med Bismarck och Moltke som bifigurer, i Görlitz 1893. De flesta av hans verk är  försvunna eller förstörda.